# Myriopholis yemenica
Myriopholis yemenica es una especie de serpientes de la familia Leptotyphlopidae.

## Distribución geográfica
Es endémica del Yemen.